# Lapátlábúbéka-félék
A lapátlábúbéka-félék (Scaphiopodidae) a kétéltűek (Amphibia) osztályába és  a békák (Anura) rendjébe tartozó  család.

2 nem és 7 faj tartozik a családba.
Külsőleg az ásóbékákhoz, anatómiailag az iszaptúró békákhoz hasonlítanak. Hazájuk Észak-Amerika.

## Rendszerezés
A családba az alábbi  nemek és fajok tartoznak.
- Scaphiopus (Holbrook, 1836) – 3 faj
  - Couch-ásóbéka (Scaphiopus couchii)
  - Scaphiopus holbrookii
  - Scaphiopus hurterii

- Spea (Cope, 1866) – 4 faj 
  - Spea bombifrons
  - Spea hammondii
  - Spea intermontana
  - Spea multiplicata